# Municipio de Salem (condado de Mercer)
El municipio de Salem  (en inglés: Salem Township) es un municipio ubicado en el condado de Mercer en el estado estadounidense de Pensilvania. En el año 2000 tenía una población de 769 habitantes y una densidad poblacional de 22.0 personas por km².

## Geografía
El municipio de Salem se encuentra ubicado en las coordenadas 41°27′00″N 80°16′59″O / 41.45000, -80.28306.

## Demografía
Según la Oficina del Censo en 2000 los ingresos medios por hogar en la localidad eran de $35,000 y los ingresos medios por familia eran $40,357. Los hombres tenían unos ingresos medios de $32,232 frente a los $26,111 para las mujeres. La renta per cápita para la localidad era de $17,317. Alrededor del 8,4% de la población estaban por debajo del umbral de pobreza.